# 西安地铁2号线
西安地铁2号线是西安地铁线路网中的第一条运营线路，于2011年9月16日开通试运营，是中国西北地区第一条运营的地铁线路。2号线一期线路共设车站21座，全长33.4公里，单程行驶约47分钟，最小行车间隔2分28秒，全部为地下线，线路标识色为红色。
线路纵贯西安市南北中轴线，自草滩站至常宁宫站，主要服务中轴线及附近居民出行，同时分流来自西安北站的客流压力。2号线单日最高客流记录已超过120万人次；2023年日均客流强度为3.03万人次/公里，在中国大陆仅次于广州1号线和广州2号线。

## 历史
中铁第一勘察设计院承担全工程咨询。
施工中采用“加大埋深避绕、提前降水固土、地基处理治理、管线风险排查”设计施工方法，解决了“黄土、地裂缝、古建筑”三大工程难题。
西安地铁二号线获得2014年度国际咨询工程师联合会"FIDIC全球杰出工程”。
2022年9月20日，根据《地名管理条例》要求，2号线原“北客站”更名为“西安北站”。
2023年6月26日，原会展中心站更名为电视塔站，原运动公园站更名为凤城十路站。

### 一期长安段
西安地铁2号线一期长安段线路全长6.1公里，包括会展中心站（不含）-韦曲南站的四站四区间，以及停车场一处。本计划与北段线路一同施工，开通运营，但由于拆迁压力导致工期滞后，最终南段于2009年10月开工，2014年6月16日开通试运营。

### 二期工程
2019年10月8日，西安地铁官网发布《西安市地铁二号线二期工程（常宁～韦曲南、北客站～草滩北）环境影响报告书（征求意见稿）》。2号线二期工程包括北延和南延。其中南延线路长度为3.417公里，北延线路长度为3.505公里，合计6.922公里。
2号线二期已于2019年10月31日开工，2023年6月27日开通运营。

## 车站风格
西安地铁2号线全线车站均安装了屏蔽门，屏蔽门吊版采用独特的蓝色底加红色线路标识色带，站名采用独特的颜体楷书，并且一站一标——每站均有独立印章风格标识，为大中华地区首创。
在除西安北站以外，所有车站的站厅层都设有浦发银行自动柜员机以及于本站风格寓意类似的文化墙，其中永宁门站更是将文化墙部分镀金装饰，凸显所处的皇城气势。
行政中心站为镂空通透式顶棚设计，站台中部可自然采光。
在所有车站站台层的一端均设有洗手间，方便乘客使用。

## 车辆
2号线列车与沈阳地铁1号线的长客DKZ17型地铁列车类似，6B编组，不锈钢车体，在车门处车身的色条带做以弯曲，勾画出城门的摸样，与西安地铁的標誌相对应，凸显西安特色。第一批采购22列，型号DKZ27；2015年增购25列，型号DKZ75，于2016年陆续上线。

## 车站列表
2号线共设25座车站（一期21座车站，二期4座车站），设车辆段1座。
所有车站都位于西安市内。
| 区段 | 站名         | 行政区                     | 启用日期      | 接驳线路                    | 站台类型       |
| ---- | ------------ | -------------------------- | ------------- | --------------------------- | -------------- |
| 二期 | 草滩         | 未央区                     | 2023年6月27日 |                             | 地下侧式站台   |
| 二期 | 红会医院北区 | 未央区                     | 2023年6月27日 |                             | 地下岛式站台   |
| 一期 | 西安北站     | 未央区                     | 2011年9月16日 | - 西安北站 - 4号线 - 14号线 | 地下岛式站台   |
| 一期 | 北苑         | 未央区                     | 2011年9月16日 |                             | 地下岛式站台   |
| 一期 | 凤城十路     | 未央区                     | 2011年9月16日 |                             | 地下岛式站台   |
| 一期 | 行政中心     | 未央区                     | 2011年9月16日 | 4号线                       | 地下岛式站台   |
| 一期 | 凤城五路     | 未央区                     | 2011年9月16日 |                             | 地下岛式站台   |
| 一期 | 青少年中心   | 未央区                     | 2011年9月16日 | 8号线                       | 地下岛式站台   |
| 一期 | 大明宫西     | 未央区                     | 2011年9月16日 |                             | 地下岛式站台   |
| 一期 | 龙首原       | 莲湖区                     | 2011年9月16日 |                             | 地下岛式站台   |
| 一期 | 安远门       | 莲湖区 新城区              | 2011年9月16日 |                             | 地下岛式站台   |
| 一期 | 北大街       | 莲湖区 新城区              | 2011年9月16日 | 1号线                       | 地下岛式站台   |
| 一期 | 钟楼         | - 碑林区 - 莲湖区 - 新城区 | 2011年9月16日 | 6号线                       | 地下分离式站台 |
| 一期 | 永宁门       | 碑林区                     | 2011年9月16日 |                             | 地下岛式站台   |
| 一期 | 南稍门       | 碑林区                     | 2011年9月16日 | 5号线                       | 地下岛式站台   |
| 一期 | 体育场       | 碑林区                     | 2011年9月16日 |                             | 地下岛式站台   |
| 一期 | 小寨         | 雁塔区                     | 2011年9月16日 | 3号线                       | 地下岛式站台   |
| 一期 | 八里村       | 雁塔区                     | 2011年9月16日 |                             | 地下岛式站台   |
| 一期 | 电视塔       | 雁塔区                     | 2011年9月16日 | 8号线                       | 地下岛式站台   |
| 一期 | 三爻         | 雁塔区                     | 2014年6月16日 |                             | 地下岛式站台   |
| 一期 | 凤栖原       | 长安区                     | 2014年6月16日 |                             | 地下岛式站台   |
| 一期 | 航天城       | 长安区                     | 2014年6月16日 | 15号线                      | 地下岛式站台   |
| 一期 | 韦曲南       | 长安区                     | 2014年6月16日 |                             | 地下岛式站台   |
| 二期 | 何家营       | 长安区                     | 2023年6月27日 |                             | 地下岛式站台   |
| 二期 | 常宁宫       | 长安区                     | 2023年6月27日 |                             | 地下侧式站台   |

## 照明设施改造
由于增购列车客室照明采用LED光源，且原有列车的普通灯管日渐老化导致车内光线昏暗，于2017年起开始对首期列车进行LED照明改造，但由于所采用的LED照明型号不一样，导致改造的列车照明比增购列车的亮度更高。车站的照明LED改造工程也在陆续进行中。